# Françoise Sagan
Pour les articles homonymes, voir Sagan.
Françoise Sagan (née Françoise Quoirez) est une femme de lettres française, née le 21 juin 1935 à Cajarc (Lot) et morte le 24 septembre 2004 à Équemauville (Calvados).
Elle devient célèbre dès son premier roman, Bonjour tristesse, publié en 1954, alors qu'elle n'a que dix-huit ans. Elle est connue pour la « petite musique » de ses récits romantiques mettant en scène une bourgeoisie riche et désabusée, mais aussi pour défrayer régulièrement la chronique mondaine et judiciaire. Qualifiée de  « charmant petit monstre » par François Mauriac, elle écrit également des biographies, des pièces de théâtre, des chansons, et collabore à l'écriture de scénarios et de dialogues de films.

## Biographie

### Origines et enfance
Françoise Marie Anne Quoirez naît le 21 juin 1935 à Cajarc, dans le Lot, où vit sa famille maternelle, les Laubard, propriétaires terriens. Sa mère, Marie Laubard (1903-1989), est l'épouse de Pierre Quoirez (1900-1978), issu d'une famille d'industriels du nord de la France. Ingénieur IDN (École centrale de Lille, promotion 1921), il dirige la société des fours Rousseau, à Argenteuil.
Françoise est le quatrième enfant du couple. Sa sœur Suzanne est née le 6 janvier 1924, son frère Jacques le 20 août 1927. Un autre frère, Maurice, est mort en bas âge. Après la perte de cet enfant, cette naissance apparaît aux Quoirez comme un cadeau du ciel. Ils passent à Françoise tous ses caprices ; sa sœur dit à ce sujet : « Elle était une enfant pourrie-gâtée. Toute sa vie, elle a joui d'une totale impunité. » Tristan Savin écrit : « Adulte, gâtée par le succès, elle restera un Petit Poucet androgyne, qui sème des trous de cigarettes partout sur son passage. »
Françoise Sagan est surnommée « Kiki »,,. Son enfance se partage entre Paris et le Lot. Durant l'Occupation, la famille vit à Lyon et passe week-ends et vacances à Saint-Marcellin, dans l'Isère, où Pierre Quoirez dirige l'antenne de la Compagnie générale d'électricité.
Françoise Sagan dit être restée marquée toute sa vie par un film d'actualité sur les camps de concentration qu'elle voit quand elle a dix ans, en 1945, au cinéma Éden de Saint-Marcellin : « Mes parents étaient vaguement antisémites avant la guerre, dit-elle, puis, pendant la guerre ils ont caché des Juifs. C'était normal puisque c'était épouvantable. Après, ils sont redevenus vaguement antisémites, alors que, pendant la guerre, ils ont failli tous nous faire tuer, les enfants et eux-mêmes, pour cacher des gens qu'ils estimaient. »
Après la guerre, la famille retrouve l'appartement du 167, boulevard Malesherbes, à Paris. La scolarité de Françoise Sagan est mouvementée. Elle entre en 6e au cours Louise-de-Bettignies. Elle est renvoyée trois mois avant la fin de l'année scolaire : « J'étais assez infernale. Finalement, j'ai été mise à la porte. J'avais pendu un buste de Molière par le cou, avec une ficelle, à une porte, parce que nous avions eu un cours particulièrement ennuyeux sur lui. Et puis, jouant au ballon, j'ai flanqué une gifle à quelqu'un, je ne sais plus. »
Elle est ensuite renvoyée du Couvent des Oiseaux pour « manque de spiritualité ». Elle fait un passage « épouvantable et fulgurant » au Sacré-Cœur-de-Bois-Fleuri, à La Tronche, près de Grenoble. Elle fait un trimestre à La Clarté, une école catholique de Villard-de-Lans, où elle laisse un « très bon souvenir ».
À côté de cette scolarité chaotique, elle lit énormément : Les Nourritures terrestres de Gide à 13 ans, L'Homme révolté de Camus à 15 ans, Les Illuminations de Rimbaud à 16 ans, Musset, Rousseau, Le Sabbat de Maurice Sachs, tout Cocteau, les poèmes de Shakespeare, Proust, Benjamin Constant, Nietzsche, Faulkner, Colette, Prévert, Stendhal, la Série noire, Flaubert, Hemingway, Fitzgerald, un peu Malraux, et Sartre, avec qui elle deviendra amie plus tard.
De retour à Paris, elle entre au cours Hattemer. Elle s'y lie d'amitié avec Florence Malraux, fille d'André et de Clara Malraux. En 1951, elle n'obtient sa première partie de baccalauréat qu'à la session de rattrapage. Le scénario se reproduit l'année suivante : elle doit passer l'été 1952 dans une « boîte à bac », l'institut Maintenon, et n'obtient sa deuxième partie de baccalauréat qu'en septembre. Elle s'inscrit à la Sorbonne. Jacques, son frère, l'entraîne dans les boîtes de nuit et les clubs de jazz de Saint-Germain-des-Prés. Elle y côtoie la jeunesse parisienne bourgeoise, fait la fête et boit de l'alcool.
« Vous savez, à cette époque, les filles se mariaient, point final ! Si je n'avais pu  écrire, j'aurais voulu être médecin… en fait, je n'aurais jamais eu le courage de faire ces études, ni rien d'autre que d'écrire... » explique-t-elle en 1991 au jeune journaliste Jean-Luc Delblat qui deviendra l'un de ses confidents.

### Bonjour tristesse
C'est au cours de cette année de faculté, sur les tables du café Le Cujas, qu'elle commence à écrire Bonjour tristesse, son premier livre, dont elle emprunte le titre à un vers d'Éluard. Le roman commence par la phrase : « Sur ce sentiment inconnu dont l'ennui, la douceur m'obsèdent, j'hésite à apposer le nom, le beau nom grave de tristesse. »
Françoise Sagan échoue à son examen de propédeutique. Elle finit son livre durant l'été 1953, dans l'appartement familial de Paris. Son amie Florence Malraux soumet le manuscrit à sa mère, qui le parcourt distraitement, le transmet sans enthousiasme à François Nourissier, jeune écrivain qui est alors secrétaire général chez Denoël. Nourissier ne le lit pas.
Colette Audry, professeur de lettres, suggère à la jeune fille de revoir le dénouement. Elle lui recommande trois éditeurs. Françoise Sagan conçoit un dénouement plus tragique, et fait retaper le manuscrit proprement en trois exemplaires. Le 6 janvier 1954, elle en dépose un chez Julliard et un chez Plon. Chez Gallimard, elle se heurte à Odette Laigle, la secrétaire de Gaston Gallimard, qui la reçoit fort mal. Elle n'insiste pas. Plon tarde à réagir. Julliard donne son accord dès le 17 janvier.
Quand, en arrivant à table, elle annonce à ses parents, son contrat chez Julliard en poche qu'elle vient de signer, qu'elle va être publiée, la première réponse fut : « Tu ferais mieux d'être à l'heure pour déjeuner ! ». Son père ne voulant pas que son nom apparaisse en couverture, Françoise Quoirez devient Françoise Sagan, en référence à un personnage de Proust, la princesse de Sagan, épouse de Boson de Talleyrand-Périgord.
Elle a dix-huit ans et neuf mois le jour où son roman sort en librairie, le 15 mars 1954. Le 24 mai, il obtient le prix des Critiques, décerné par un jury prestigieux (Jean Paulhan, Maurice Nadeau, Georges Bataille, Marcel Arland, Roger Caillois, Émile Henriot, Gabriel Marcel, Maurice Blanchot, Dominique Aury, Robert Kemp). Il connaît un succès de librairie immédiat.
Le 1er juin, François Mauriac écrit à la une du Figaro : « … ce prix des Critiques décerné […] à un charmant petit monstre de dix-huit ans [dont] le mérite littéraire éclate dès la première page et n'est pas discutable. »
Dans la France de René Coty, le roman fait un scandale : « Toute une classe établie fut effarouchée au point de faire de ce premier roman un phénomène, qui poussa un François Mauriac à prendre à partie le ciel (« Le diable n'était-il pas envoyé sur terre en voiture de sport ? ») tandis que ses pairs concluaient à la décadence pendant que la légende prenait son essor. »
Interrogée quelques années plus tard sur ce sujet, elle répond : « En fait, j'ai été très surprise du scandale que ce livre a suscité. Pour les trois quarts des gens, le scandale de ce roman, c'était qu'une jeune femme puisse coucher avec un homme sans se retrouver enceinte, sans devoir se marier. Pour moi, le scandale dans cette histoire, c'était qu'un personnage puisse amener par inconscience, par égoïsme, quelqu'un à se tuer. »

### Succès immédiat
La même année 1954, Hélène Gordon-Lazareff, la directrice du magazine Elle, lui commande une série d'articles sur l'Italie. On ne sait si elle en profite pour voir Les Vitelloni, le film de Federico Fellini qui décrit la jeunesse dorée de Rimini, mais elle joue au reporter du sud au nord de la péninsule. L'hebdomadaire titre ses reportages « Bonjour Naples », « Bonjour Capri », « Bonjour Venise »... Dans ces petits textes légers, où chaque ville visitée est comparée à une femme, ce « Bonjour » devient sa griffe.
Elle se lie d'amitié avec de grands noms : Julien Green, Michel Déon, Pierre Lazareff, Florence Malraux... Ses amis proches qu'elle gardera toute sa vie, Bernard Frank et Florence Malraux, ont le même âge qu'elle, les mêmes origines bourgeoises et le même amour des livres, à cette différence près qu'ils sont juifs, explique Tristan Savin. Il ajoute : « La lucidité, face aux horreurs du monde, aux mensonges des adultes, les rapproche tous les trois. »
En 1955, elle part pour New York faire la promotion de son livre. Elle rencontre alors l'éditeur Guy Schoeller (qui deviendra quelques années plus tard son mari). Elle devient l'amie très proche du danseur Jacques Chazot.

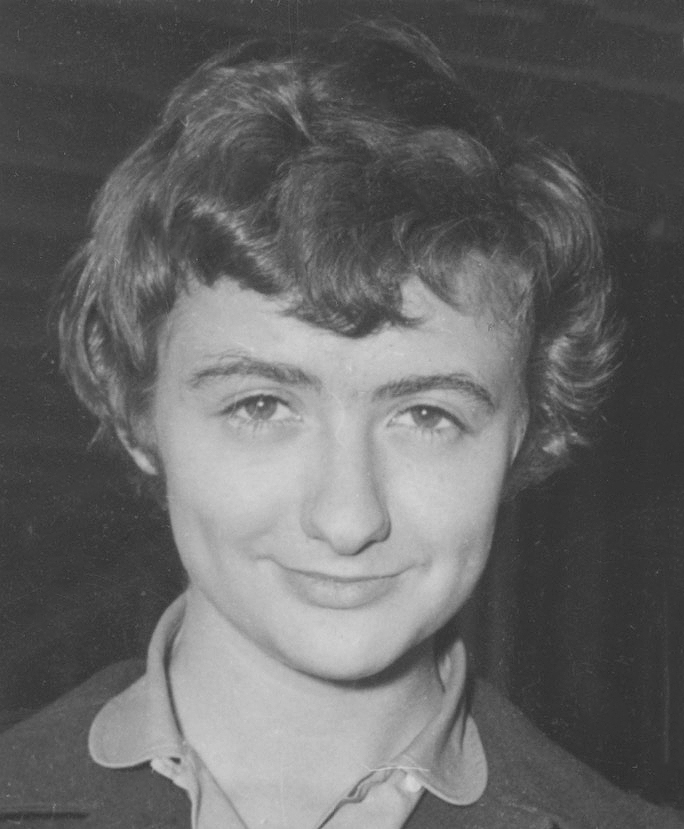
Sagan en 1958. Photo d'identité (Sacem).

Son deuxième roman Un certain sourire, dédié à Florence Malraux, paraît en 1956. C'est à nouveau un succès. Happée par le succès et l'argent, Sagan se laisse prendre dans les rets du jeu, notamment à Monte-Carlo. Elle gagne beaucoup d'argent. Elle suit le conseil de son père : « À ton âge, c'est dangereux. Dépense-les ! ». Ce seront les casinos (son gain de 8 000 000 francs, en misant sur le 8, à l'aube du 8 août 1958 à Deauville lui permet d'acheter le manoir du Breuil à Équemauville près de Honfleur), les boîtes de nuit (à Saint-Tropez, Chez Castel, chez Régine)...
Elle achète aussi des voitures de sport (Jaguar XK140 et Jaguar Type E, Aston Martin DB2/4, Ferrari 250 GT California Spyder...), qu'elle conduit à vive allure dans Paris la nuit avec son frère Jacques Quoirez, son complice, ce que la presse appellera le « monde saganesque ». Le public la confond avec ses personnages et elle devient rapidement, malgré elle, le symbole d'une génération aisée, insouciante et désinvolte, sexuellement libérée, un James Dean au féminin.
Elle prend l'habitude d'écrire la nuit et de se lever très tard : « J'écris généralement entre minuit et six heures du matin. Je me lève tard, à l'heure du déjeuner, et je traîne pendant la journée : je vois des amis, je vais à droite et à gauche, je lis... Je dîne dedans ou dehors, selon les circonstances, et à minuit, je quitte tout le monde pour me mettre au travail jusqu'à six heures, quand ça marche. Jusqu'à deux heures, dans le cas contraire. Dans ce cas, je sors, je vais promener mon chien et j'essaie de m'y remettre », avoue-t-elle à Jean-Luc Delblat qui prépare sur ses conseils un recueil d'entretiens au Cherche Midi, Le Métier d'écrire.
Éternelle adolescente, elle incarne un mode de vie et même une mode pour les jeunes gens avec ses jeans, ses marinières à rayures, ses espadrilles sans chaussettes. Françoise Sagan a tout, dans ces années de prospérité de l'immédiat après-guerre, du phénomène de société.

### «Mademoiselle Chanel de la littérature»
Le 13 avril 1957, en compagnie de Bernard Frank, Voldemar Lestienne et Véronique Campion, elle perd le contrôle de son Aston Martin, lancée à 160 km/h sur la route nationale 448, près de Milly-la-Forêt (Essonne). Alors que les passagers sont éjectés de la voiture et s’en tirent avec des blessures légères, Françoise Sagan reste bloquée dans le véhicule. Les secours mettent plus d’une demi-heure à la désincarcérer et les derniers sacrements lui sont donnés. Elle reste entre la vie et la mort pendant plusieurs jours,. Ayant été victime de multiples fractures (crâne, thorax, bassin, poignet, clavicule), elle se voit administrer pendant trois mois du Palfium 875, un dérivé morphinique.
À sa sortie de l’hôpital, elle entame une cure de désintoxication, dont elle tient le journal : dans Toxique (1964), illustré par des dessins de Bernard Buffet, elle s'analyse : « Il y avait longtemps que je n'avais pas vécu avec moi-même » et elle s'aperçoit qu'elle ne s'aime pas. Désormais, comme la passion de l'écriture et l'addiction à la drogue, « l'horreur de la solitude est l'un des fils rouges de son existence ». Cette première cure de désintoxication sera un échec, elle se mettra à boire, ce qui lui provoque une polynévrite qui la fait atrocement souffrir. Désormais la jeune femme libre est devenue dépendante des médicaments, de l'alcool et des drogues, comme elle le confirme elle-même : « La seule chose que je trouve convenable - si on veut échapper à la vie de manière un peu intelligente – c'est l'opium ».
En 1958, elle épouse l'éditeur Guy Schoeller, plus âgé qu'elle de vingt ans, qui la protège depuis de nombreuses années comme un père. Elle en divorce en 1960, pour se marier, deux ans plus tard, avec un mannequin américain Robert Westhoff (1930-1990), dont elle a un fils, Denis Westhoff, en 1962 : « Quand on me l'a mis dans mes bras, j'ai eu une impression d'extravagante euphorie […] je sais ce que c'est d'être un arbre avec une nouvelle branche : c'est d'avoir un enfant. » Le couple divorce rapidement mais poursuit la vie commune avant de se séparer en 1972.
Si Françoise Sagan montrait son amour du jeu et sa passion des belles voitures, elle ne révélait pas sa bisexualité ; et pourtant, les histoires d'amour qui comptent dans sa vie sont féminines. Son grand amour est la styliste et ancienne journaliste de mode Peggy Roche (et ex-épouse de l'acteur Claude Brasseur), qui fut sa fidèle compagne jusqu'à sa mort en 1991.
Sagan a vécu entourée d'un petit cercle d'intimes dont Bernard Frank, qui avait sa chambre chez elle et qui la surnommait la « Mademoiselle Chanel de la littérature », Florence Malraux, Jacques Chazot, Juliette Gréco, Charlotte Aillaud et Massimo Gargia. Elle gagne beaucoup d'argent et se montre très généreuse. Ses livres lui rapportent beaucoup d'argent mais cet argent lui brûle les doigts : elle le distribue, comme ses vêtements, ses bijoux et même ses manuscrits dont pas un seul ne parviendra à son fils Denis[réf. souhaitée].
Restant volontiers à l'écart des batailles littéraires, Françoise Sagan écrit une vingtaine de romans : 30 millions de livres vendus en France, de nombreuses traductions (en 15 langues). Ses thèmes favoris : la vie facile, les voitures rapides, les villas bourgeoises, le soleil, un mélange de cynisme, de sensualité, d'indifférence et d'oisiveté. Le besoin d'écrire la taraude : « Écrire est la seule vérification que j'ai de moi-même… J'ai toujours l'impression d'aller à un échec relatif. C'est à la fois fichu et gagné. Désespérant et excitant. » Elle publie régulièrement, connaît chaque fois de grands succès de librairie malgré la critique agacée par « l'incontournable désinvolture » de sa « petite musique »[réf. nécessaire] : La Chamade (1965), Un peu de soleil dans l'eau froide (1969), Des bleus à l'âme (1972).
Si sa préférence va au roman, le théâtre tient une place importante dans son œuvre mais le succès ne sera pas toujours au rendez-vous. Ses pièces seront représentées avec des fortunes diverses : sa première pièce, Un château en Suède, créée par André Barsacq au théâtre de l'Atelier, interprétée par Philippe Noiret et Claude Rich, connaît un très grand succès et reçoit le prix du Brigadier 1960.
La deuxième pièce, Les Violons parfois est un échec retentissant mais La Robe mauve de Valentine écrite pour Danielle Darrieux retrouve les faveurs du public. Elle met elle-même en scène Juliette Gréco, Jean-Louis Trintignant et Daniel Gélin dans Bonheur, impair et passe ; la pièce éreintée par la critique est un demi-échec. Elle adapte Doux oiseaux de la jeunesse de Tennessee Williams, monté par André Barsacq au théâtre de l'Atelier avec Edwige Feuillère et Bernard Fresson. Le résultat est en demi-teinte. Elle commentera avec humour : « Généralement, je faisais un succès, un flop, un succès, un flop ».
Son œuvre comprend également des nouvelles (dont Des yeux de soie publié en 1975, recueil de dix-neuf récits légers et graves, doux et cruels sur le thème cher à Sagan de la rupture), des scénarios, des biographies, des fragments d'autobiographie (Avec mon meilleur souvenir) et même des chansons pour Juliette Gréco (Sans vous aimer).

### Engagements politiques
L'Express l'envoie, en 1960, en reportage à Cuba alors qu'elle n'a que 25 ans. Elle en rapporte un reportage qui annonce les futures dérives autoritaires du nouveau régime castriste, ce qui cause un tollé dans l'intelligentsia.
En 1960, en pleine guerre d'Algérie, elle signe la Déclaration sur les droits à l'insoumission dans la guerre d'Algérie, qui approuve l'insoumission des appelés en Algérie (ce texte est connu également sous le nom abrégé de Manifeste des 121). Dans une interview à l'hebdomadaire allemand Der Spiegel, elle affirme qu'elle « ne donnerait jamais à un militaire le conseil de déserter », mais qu'il convient de reconnaître à chaque soldat le droit de le faire « s'il a horreur de la guerre » et la force de supporter « qu'on le traite en lâche et en déserteur. » 
En représailles, l'OAS plastique le domicile de ses parents le 23 août 1961, mais l'explosion ne fera que des dégâts matériels. Bien des années plus tard, en décembre 2001, elle adressera au rédacteur en chef de Libération un fax par lequel elle rappellera qu'elle et Bernard Frank ont signé le Manifeste des 121 et elle conclura son texte par cette formule : « Ma réputation de futilité étant bien assise, je vous serais reconnaissante d'en citer à l'occasion les exceptions ».

En mai 1968, elle arrive en plein meeting étudiant au théâtre de l'Odéon où on l'interpelle : « La camarade Sagan est venue dans sa Ferrari pour encourager la révolution ? » - « Faux, rétorque-t-elle. C'est une Maserati ! » En avril 1971 elle signe le Manifeste des 343, plus connu sous le nom de Manifeste des 343 salopes. Elle fait don de ses droits polonais à Solidarność. 

« Je ne suis inscrite à aucun parti politique, mais je suis engagée à gauche. Je déteste tuer, s'il y avait une guerre, je m'en irais. Où ? Je ne sais pas... Mais s'il y avait une invasion fasciste, je me battrais. Contre une cause indigne, je me battrais. »

Elle fait la connaissance de François Mitterrand dans un aéroport de province, ils se lient d'amitié et une complicité naît entre eux. Le président aime les écrivains et l'invite à plusieurs reprises dans ses voyages présidentiels. En octobre 1985, invitée par François Mitterrand en voyage officiel à Bogota, elle y est, annonce-t-on à la presse, victime d'un accident respiratoire. Tombée dans le coma, elle est rapatriée d'urgence. Le protocole indique que « fatiguée par le voyage, Madame Sagan a été victime du mal de l'altitude ».
Quelques décennies plus tard, les journaux affirmeront qu'elle a pu être victime d'une overdose de cocaïne,.

### Fin de carrière désenchantée
En 1981, Sagan est accusée de plagiat pour avoir repris dans un de ses romans un scénario d'un film auquel elle avait collaboré.
En mars 1988, Sagan est inculpée pour « usage et transport de stupéfiants » pour 250 grammes d'héroïne et 250 grammes de cocaïne. L'année précédente, elle avait publié Un sang d'aquarelle, qui avait désarmé une partie de la critique et que Jérôme Garcin, dans son émission littéraire la Boîte aux lettres, avait qualifié de « grand et beau roman qui est balayé par le cyclone de la guerre et qui est habité par des personnages puissants ».
Après la mort, en 1989, de son frère Jacques, événement qui l'affecte profondément, la disparition prématurée, en septembre 1991, de sa compagne Peggy Roche, qui apportait de la stabilité dans sa vie, est un choc pour Françoise Sagan. Pendant quinze ans, Peggy Roche avait veillé sur elle, l'avait protégée et soutenue, avait éduqué son fils Denis Westhoff. Sur quelques années, elle perd également ses parents (lui en 1978, elle en 1989), Jacques Chazot (en 1993), Robert Westhoff (en 1990), son socle affectif, en somme.

Malgré la fidélité de ses amis, dont Juliette Gréco et son mari le compositeur Gérard Jouannest, ainsi que l'amitié du compositeur Frédéric Botton, la tristesse l'envahit. Ses ennuis de santé ne lui laissent aucun répit et si ses lecteurs la suivent, la critique l'exécute à nouveau, comme Angelo Rinaldi dans son article de L’Express du 25 août 1994, suscité par la parution d'Un chagrin de passage : 

« Le succès commercial de Madame Sagan est à ce point automatique désormais que la critique en vient à ne plus examiner ce qu'elle publie. Elle jouit d'une rente de situation. On dirait que le personnage malin et subtil qu'elle présente à travers ses interviews dispense à jamais de prendre connaissance de ses écrits. Il est entendu qu'elle bâcle — elle-même en convient. Et, c'est universellement admis, si elle voulait vraiment, quelles merveilles ne renouvellerait-elle pas ! Le dernier livre est-il exécrable ? Attendons le suivant. Et ainsi passent les années. Cependant, un jour on se décide à y regarder de près. Un jour, on se souvient qu'en littérature comme en amour, ce sont les actes, les preuves qui comptent, et non les virtualités… »

Elle défraie la chronique mondaine et la chronique judiciaire avec des affaires de drogues en 1995 et de fraude fiscale dans l'affaire Elf en 2002. Elle avait accepté en 1991 d'intervenir auprès de François Mitterrand pour le compte d'André Guelfi, un intermédiaire douteux d'Elf qui souhaite exploiter le pétrole de l'Ouzbékistan malgré l'opposition du ministre des Affaires étrangères. Après son intervention couronnée de succès auprès du chef de l'État, elle s'attendait à recevoir une commission importante (neuf millions de francs) pour financer des travaux de rénovation dans son manoir du Breuil, en Normandie (incendié en 1991).
Elle ne percevra jamais cette commission, selon son fils Denis Westhoff, mais en échange de son intervention, la facture de la rénovation, qui se montait à quatre millions de francs, est réglée par André Guelfi. N'ayant jamais déclaré cette somme au fisc, Françoise Sagan est condamnée, en février 2002, à un an d'emprisonnement avec sursis pour fraude fiscale et doit acquitter, avec d'importantes pénalités, l'impôt sur les revenus dissimulés grâce à ces travaux de rénovation. Elle est ruinée par sa condamnation dans l'affaire Elf et doit quitter son appartement de la rue de l'Université pour un plus petit, d'abord quai d'Orsay, puis au 73 rue de Lille.
Même après sa mort, la diffusion de son œuvre fut limitée par les démêlés fiscaux de la succession.

### Dernières années
Démunie, privée de chéquier, elle est recueillie par son amie et dernière compagne, Ingrid Mechoulam, qui, dans sa maison parisienne, la soigne et la soutient pendant ses douze dernières années. Elle cesse d'écrire après son roman Le Miroir égaré, publié en 1996. Guillaume Durand la rencontre avenue Foch pour un livre d'entretiens : « Sa principale blessure venait de cette histoire avec le fisc. Elle se sentait coincée. Elle s'est enfermée dans un désenchantement élégant. Elle restait en pyjama, lisait les grandes romancières anglaises et écrivait au lit, sa célèbre Kool à la main. Elle demeurait pourtant pudique et coquette, se remaquillait un peu avant de me recevoir. »
Ingrid Mechoulam, épouse d’un millionnaire, rachète ses maisons et ses meubles au rythme des saisies. Elle devient ainsi la propriétaire du manoir du Breuil, près d’Équemauville, rachetée à la banque Dexia, mais lui en laisse l'usufruit, tout en la coupant du monde. Sagan décline physiquement, ne pesant bientôt plus que 48 kilos. Elle meurt, le 24 septembre 2004, d'une embolie pulmonaire à l'hôpital de Honfleur près de son ancienne résidence d'Équemauville.
Elle est inhumée auprès de son frère, de ses parents, de son second mari, Robert Westhoff, et de sa première compagne, Peggy Roche, dans le cimetière de Seuzac, à quelques kilomètres de Cajarc dans le Lot. « Elle a demandé à être enterrée à Seuzac dans le Lot, le pays où elle est née, qu'elle aimait, avec une femme qu'elle a aimée Peggy Roche et qui l'a aimée jusqu'au bout », confie Juliette Gréco. Françoise Sagan, Robert Westhoff et Peggy Roche partagent le même caveau.
En 1998, la romancière avait rédigé son épitaphe : « Sagan, Françoise. Fit son apparition en 1954, avec un mince roman, Bonjour tristesse, qui fut un scandale mondial. Sa disparition, après une vie et une œuvre également agréables et bâclées, ne fut un scandale que pour elle-même. »
Un ultime roman, Les Quatre Coins du cœur, retrouvé à l'état de manuscrit par son fils Denis Westhoff, sera publié quinze ans après sa disparition. En octobre 2021, les éditions Stock publient Écris-moi vite et longuement, Lettres à Véronique Campion, un recueil qui compile les lettres de Françoise Sagan à son amie, Véronique Campion, rencontrée au lycée en 1951.

## Œuvre

### Romans
- Bonjour tristesse, Paris, Julliard, 1954
- Un certain sourire, Paris, Julliard, 1956
- Dans un mois, dans un an, Paris, Julliard, 1957
- Aimez-vous Brahms…, Paris, Julliard, 1959
- Les Merveilleux Nuages, Paris, Julliard, 1961
- La Chamade, Paris, Julliard, 1965
- Le Garde du cœur, Paris, Julliard, 1968
- Un peu de soleil dans l'eau froide, Paris, Flammarion, 1969
- Des bleus à l'âme, Paris, Flammarion, 1972
- Un profil perdu, Paris, Flammarion, 1974
- Le Lit défait, Paris, Flammarion, 1977
- Le Chien couchant, Paris, Flammarion, 1980
- La Femme fardée, Paris, coédition Jean-Jacques Pauvert & Ramsay, 1981
- Un orage immobile, Paris, J.-J. Pauvert chez Julliard, 1983
- De guerre lasse, Paris, Gallimard, 1985
- Un sang d'aquarelle, Paris, Gallimard, 1987
- La Laisse, Paris, Julliard, 1989
- Les Faux-Fuyants, Paris, Julliard, 1991
- Un chagrin de passage, Paris, Plon, 1993
- Le Miroir égaré, Paris, Plon, 1996
- Les Quatre Coins du cœur, Paris, Plon, 2019.

### Nouvelles
- Des yeux de soie (recueil de nouvelles), Paris, Flammarion, 1975
- Musiques de scènes (recueil de nouvelles), Paris, Flammarion, 1981
- La Maison de Raquel Vega (nouvelle), Paris, La Différence, 1985
- Un matin pour la vie et autres musiques de scènes (recueil de nouvelles), Paris, Les Cent-Une, 2011 (édition limitée) ; puis Paris, Stock, 2011Réédition de Musiques de scènes (1981) avec quatre nouvelles supplémentaires.

Nouvelle non collectée :
- Meurtre à la carte, paru dans Mystère magazine no 221, juin 1966

### Biographies
- Sarah Bernhardt : Le Rire incassable, biographie, éditions Robert Laffont, 1987

### Mémoires, correspondances, journal et entretiens
- Toxique, journal, Paris, Julliard, 1964 ; rééd. Stock, 2009 ; avec dessins par Bernard Buffet
- Il est des parfums, Paris, Jean Dullis, 1973Roman conçu comme « une promenade à travers le jardin des parfums », ce livre fut écrit avec Guillaume Hanoteau[78].
- Réponses, entretiens, Paris, Jean-Jacques Pauvert, 1974
- Avec mon meilleur souvenir, roman autobiographique, Paris, Gallimard, 1984
- Au marbre, chroniques 1952-1962, La Désinvolture, 1988
- Répliques, entretiens, Paris, Quai Voltaire, 1992
- ...Et toute ma sympathie, roman autobiographique, Paris, Julliard, 1993
- Derrière l'épaule, mémoires, Paris, Plon, 1998
- La Sentinelle de Paris, Paris, Robert Laffont, 1988 ; avec photographies par Winnie Denker
- Bonjour New York, Paris, Les Carnets de l'Herne, 2007
- Un certain regard, regroupant Réponses et Répliques, autobiographie, Paris, L'Herne, 2008
- Maisons louées, Paris, L'Herne, 2008
- Le régal des chacals, Paris, L'Herne, 2008
- Au cinéma, Paris, L'Herne, 2008
- De très bons livres, Paris, L'Herne, 2008
- La Petite Robe noire, Paris, L'Herne, 2008
- Lettre de Suisse, Paris, L'Herne, 2008
- Le Pays où je suis née, Saint-Martin-du-Vieux-Bellême, Concept Image, 2017 ; préface Denis Westhoff, postface Julien Cendres, photographies Christian Vallée
- Chroniques 1954-2003, Paris, Le Livre de poche, 2017 ; préface Denis Westhoff99 chroniques dont certaines jamais publiées depuis leurs parutions originales.
- Je ne renie rien, regroupant Réponses et Répliques, Paris, Stock, 2014
- Écris-moi vite et longuement, Lettres à Véronique Campion, Stock, 2023

### Théâtre
- 1958 : Le Rendez-vous manqué, ballet en trois actes, musique de Michel Magne, théâtre du Casino de Monte-Carlo puis théâtre des Champs-Élysées (éd. Julliard)
- 1960 : Château en Suède, mise en scène André Barsacq, théâtre de l'Atelier (éd. Julliard)
- 1960 : Le Gigolo, (éd. Julliard)
- 1961 : Les Violons parfois, mise en scène Jérôme Kilty, théâtre du Gymnase, (éd. Julliard)
- 1963 : La Robe mauve de Valentine, mise en scène Yves Robert, théâtre des Ambassadeurs (éd. Julliard)
- 1964 : Bonheur, impair et passe, mise en scène Claude Régy et Françoise Sagan, théâtre Édouard VII (éd. Julliard)
- 1966 : Le Cheval évanoui et L'Écharde, mise en scène Jacques Charon, théâtre du Gymnase (éd. Julliard)
- 1970 : Un piano dans l'herbe, mise en scène André Barsacq, théâtre de l'Atelier (éd. Flammarion, 1970 ; rééd. Stock, 2010)
- 1971 : Le Doux Oiseau de la jeunesse[79], adaptation française de la pièce de Tennessee Williams Sweet Bird of Youth, mise en scène André Barsacq, théâtre de l'Atelier
- 1978 : Il fait beau jour et nuit, mise en scène Françoise Sagan, comédie des Champs-Élysées (éd. Flammarion, 1978 ; rééd. Stock, 2010)
- 1987 : L'Excès contraire, mise en scène Michel Blanc, théâtre des Bouffes-Parisiens (éd. Stock, 2010)

### Cinéma
- 1963 : Landru de Claude Chabrol — scénario et dialogues
- 1970 : Le Bal du comte d'Orgel de Marc Allégret — dialogues d'après le roman homonyme de Raymond Radiguet
- 1974 : Encore un hiver, court métrage — scénario et réalisation
- 1977 : Les Borgia ou le Sang doré de Alain Dhénaut — scénario co-écrit avec Jacques Quoirez d'après le récit d'Étienne de Monpezat
- 1977 : Les Fougères bleues, long métrage — réalisation et adaptation d'après sa nouvelle Les Fougères bleues, contenue dans le recueil Des yeux de soie
- 1979 : Encore un hiver, court métrage — scénario et réalisation
- 1982 : Chassé-croisé d'Arielle Dombasle — actrice

Elle ne participera pas en revanche à Un peu de soleil dans l'eau froide (1971) de Jacques Deray et La Femme fardée (1990) de José Pinheiro, tous deux adaptés de ses romans.

### Chansons
Françoise Sagan est l'auteur des textes d'une quinzaine de chansons :
- 1956 : Sans vous aimer, La Valse, Vous, mon cœur, musique de Michel Magne ;
- 1957 : Les Jours perdus, Pour toi et moi, Le Jour, En dormant, Ciel et Terre, Va vivre ta vie, musique de Michel Magne ;
- 1961 : Quand tu dors près de moi, adaptation française par Françoise Sagan de la chanson Goodbye Again du film Aimez-vous Brahms…, musique de Georges Auric d’après Johannes Brahms ;
- 1964 : Parallélébipèdes[80], musique de Philippe-Gérard ;
- 1970 : De toutes manières, musique de Frédéric Botton ;
- 1971 : Doux oiseau de jeunesse, de la pièce de théâtre éponyme de Tennessee Williams, musique de Frédéric Botton ;
- 1971 : Dis-moi, du film Un peu de soleil dans l'eau froide, musique de Michel Legrand ;
- 1976 : Melanco, musique de Philippe-Gérard ;
- 1999 : Quelques cris, musique de David Hallyday ;
- Roses[Quand ?].

## Distinctions et récompenses
En 1979, Sagan est choisie pour présider le jury du 32e Festival de Cannes. Elle est d'ailleurs à l'origine d'une controverse médiatique après avoir révélé que la direction du festival a influencé, dans l'attribution de la Palme d'or, son jury qui penchait pour Le Tambour de Volker Schlöndorff en faveur d'Apocalypse Now de Francis Ford Coppola,. Après une longue négociation, les deux films partagent finalement la palme ex æquo.
Elle reçoit notamment :
- le prix des Critiques pour Bonjour tristesse (1954)[83] ;
- le prix du Brigadier pour Château en Suède, théâtre de l'Atelier (1960), dont elle fut la première lauréate[84] ;
- le prix Prince-Pierre-de-Monaco pour l’ensemble de son œuvre (1985)[85].

## Adaptations

### De sa vie
En 2008, la réalisatrice Diane Kurys consacre à Françoise Sagan un film plus ou moins biographique, intitulé Sagan, avec Sylvie Testud dans le rôle-titre. Elle indique : « Il y a des choses vraies — la maison en Normandie, les huit millions qu'elle gagne au casino qui lui permettent de l'acheter — et d'autres, un peu réinventées. »

## Hommages
- En 1963, Michel Audiard, dans Les Tontons flingueurs, faisait dire aux personnages de Fernand Naudin et Patricia (joués par Lino Ventura et Sabine Sinjen) :
— Monsieur Fernand : « Eh bien, les génies se baladent pas pieds nus, figure-toi ! Hein ? »
— Patricia : « Et Sagan ? »
- En 2005, Alain Souchon écrit, compose et interprète la chanson Bonjour Tristesse (publiée dans l'album La Vie Théodore), qui évoque Françoise Sagan, et divers titres de ses romans et de ses nouvelles.
- Le prix Françoise-Sagan est une récompense littéraire créée en 2010 par Denis Westhoff, fils de Françoise Sagan, et décernée à un auteur francophone jamais encore récompensé, privilégiant « une révélation à un talent déjà confirmé »[87].